# Hashim al-Sharfa (Leichtathlet, 1993)
Hashim Nizar al-Sharfa (* 11. Juni 1993) ist ein ehemaliger saudi-arabischer Leichtathlet, der sich auf den Zehnkampf spezialisiert hat.

## Sportliche Laufbahn
Erste internationale Erfahrungen sammelte Hashim al-Sharfa im Jahr 2011, als er bei den Asienmeisterschaften in Kōbe im Weitsprung mit 7,77 m den sechsten Platz belegte. Anschließend konnte er seinen Mehrkampf bei der Sommer-Universiade in Shenzhen nicht beenden, gewann aber bei den Arabischen Meisterschaften in al-Ain mit 5802 Punkten die Bronzemedaille hinter seinem Landsmann Mohammed Jasem al-Qaree und Mourad Souissi aus Algerien, ehe er den Wettkampf bei den Panarabischen Spielen in Doha erneut nicht beenden konnte. Zwei Jahre später gewann er bei den Arabischen Meisterschaften ebendort mit 7093 Punkten die Silbermedaille hinter Souissi und startete anschließend bei den Asienmeisterschaften in Pune, beendete dort aber seinen Wettkampf nicht. 2017 bestritt er in Ta'if seinen letzten Wettkampf und beendete damit seine aktive sportliche Karriere im Alter von 23 Jahren.

## Persönliche Bestleistungen
- Weitsprung: 7,77 m (+1,5 m/s), 10. Juli 2011 in Kōbe
- Zehnkampf: 7128 Punkte, 18. April 2013 in Riad